# Boismorand
Boismorand és un municipi francès, situat al departament del Loiret i a la regió de Centre – Vall del Loira. L'any 2007 tenia 768 habitants.

## Demografia

### Població
El 2007 la població de fet de Boismorand era de 768 persones. Hi havia 291 famílies, de les quals 68 eren unipersonals (21 homes vivint sols i 47 dones vivint soles), 107 parelles sense fills, 107 parelles amb fills i 9 famílies monoparentals amb fills.
La població ha evolucionat segons el següent gràfic:
Habitants censats

### Habitatges
El 2007 hi havia 394 habitatges, 309 eren l'habitatge principal de la família, 67 eren segones residències i 18 estaven desocupats. 391 eren cases i 2 eren apartaments. Dels 309 habitatges principals, 278 estaven ocupats pels seus propietaris, 20 estaven llogats i ocupats pels llogaters i 11 estaven cedits a títol gratuït; 2 tenien una cambra, 5 en tenien dues, 42 en tenien tres, 90 en tenien quatre i 170 en tenien cinc o més. 270 habitatges disposaven pel capbaix d'una plaça de pàrquing. A 140 habitatges hi havia un automòbil i a 159 n'hi havia dos o més.

### Piràmide de població
La piràmide de població per edats i sexe el 2009 era:
| Homes | Edats   | Dones |
| ----- | ------- | ----- |
| 0     | 95 o +  | 0     |
| 0     | 90 a 94 | 4     |
| 8     | 85 a 89 | 0     |
| 4     | 80 a 84 | 8     |
| 16    | 75 a 79 | 24    |
| 16    | 70 a 74 | 24    |
| 16    | 65 a 69 | 4     |
| 20    | 60 a 64 | 16    |
| 24    | 55 a 59 | 12    |
| 20    | 50 a 54 | 36    |
| 32    | 45 a 49 | 20    |
| 8     | 40 a 44 | 16    |
| 16    | 35 a 39 | 28    |
| 40    | 30 a 34 | 16    |
| 8     | 25 a 29 | 12    |
| 24    | 20 a 24 | 20    |
| 12    | 15 a 19 | 16    |
| 12    | 10 a 14 | 8     |
| 8     | 5 a 9   | 20    |
| 12    | 0 a 4   | 12    |

## Economia
El 2007 la població en edat de treballar era de 473 persones, 352 eren actives i 121 eren inactives. De les 352 persones actives 321 estaven ocupades (168 homes i 153 dones) i 31 estaven aturades (19 homes i 12 dones). De les 121 persones inactives 64 estaven jubilades, 21 estaven estudiant i 36 estaven classificades com a «altres inactius».

### Ingressos
El 2009 a Boismorand hi havia 328 unitats fiscals que integraven 875 persones, la mediana anual d'ingressos fiscals per persona era de 21.228 €.

### Activitats econòmiques
Dels 35 establiments que hi havia el 2007, 3 eren d'empreses extractives, 2 d'empreses de fabricació d'altres productes industrials, 8 d'empreses de construcció, 9 d'empreses de comerç i reparació d'automòbils, 4 d'empreses d'hostatgeria i restauració, 1 d'una empresa d'informació i comunicació, 1 d'una empresa immobiliària, 1 d'una empresa de serveis, 3 d'entitats de l'administració pública i 3 d'empreses classificades com a «altres activitats de serveis».
Dels 14 establiments de servei als particulars que hi havia el 2009, 5 eren tallers de reparació d'automòbils i de material agrícola, 1 paleta, 1 guixaire pintor, 1 fusteria, 1 lampisteria, 1 perruqueria, 3 restaurants i 1 agència immobiliària.
L'any 2000 a Boismorand hi havia 4 explotacions agrícoles.

## Equipaments sanitaris i escolars
El 2009 hi havia una escola maternal integrada dins d'un grup escolar amb les comunes properes formant una escola dispersa.

## Poblacions més properes
El següent diagrama mostra les poblacions més properes.